# جيمس لورانس (مجدف)
جيمس لورانس (بالإنجليزية: James Lawrence)‏ هو مجدف أمريكي، ولد في 30 مايو 1907 في بوسطن في الولايات المتحدة، وتوفي في 29 يناير 1995.

## وصلات خارجية
- جيمس لورانس على موقع الاتحاد الدولي للتجديف (الإنجليزية)
- جيمس لورانس على موقع أوليمبيديا (الإنجليزية)